# (2111) Tselina

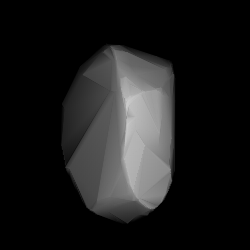

(2111) Tselina est un astéroïde de la ceinture principale.

## Description
(2111) Tselina est un astéroïde de la ceinture principale. Il fut découvert le 13 juin 1969 à Naoutchnyï par Tamara Smirnova. Il présente une orbite caractérisée par un demi-grand axe de 3,02 UA, une excentricité de 0,10 et une inclinaison de 10,5° par rapport à l'écliptique.

## Nom
L'astéroïde a été nommé pour célébrer le 25e anniversaire de la campagne des terres vierges. Le mot « tselina » signifie « Sol ou Terre Vierge ».

## Compléments